# Карапет Багишеци
Карапе́т Багишеци́ (арм. Կարապետ Բաղիշեցի) — армянский книжник, художник и поэт конца XV — начала XVI века.

## Жизнь и творчество
Родился в городе Битлис (арм. Багеш), во второй половине XV века. В раннем возрасте принял сан священника, позже стал вардапетом. Самое известное сочинение — поэма «Плач о нашествиях Шаха Исмаила» (арм. «Ողբ ի վերայ արշավանաց շահ Իսմայելի», 1513 год), которая содержит ряд ценных исторических сведений о завоеваниях Исмаила I, его победе над Алвандом (внуком Узун-Хасана), войнах с Османской Империей и курдскими племенами, взятии Битлиса кызылбашами зимой 1511—1512 года, и т.д.. Спасение армянского народа из сложившейся ситуации Карапет видит в Западной Европе. Поэма сохранилась в единственной рукописи (авторской) и хранится сегодня в Мадриде.

Также написал несколько церковных стихотворений. Примечателен стих «Боже мой, Иисус Христос» (арм. «Աստուած իմ Յիսուս Քրիստոս»), в котором автор оплакивает свой странствующий народ, результатом его страданий видит милость Божью во время Судного дня. В посвящённой Григорию Богослову оде также воспевает спасение посредством благочестия и набожности, чувствуется гордость автора за Армянскую церковь. Поэма «Проповедь, прочитанная по случаю Рождества и Крещения» содержит своеобразное толкование проклятия змия из библейского мотива Адама и Евы. Две из его стихов — «Если голос твой сладкий и тонкий» (арм. «Թէ ձայն ունիս քաղցր ու բարակ») и «Совет о пении поэм» (арм. «Խրատ երգելոյ տաղեր»), посвящены искусству пения тагов, призыв Карапета к певцам обращаться с рукописями с наивысшей осторожностью раскрывает его любовь к книгам.